# The Alien Blood
The Alien Blood è un film muto del 1917 diretto da Burton George.

## Produzione
Il film fu prodotto dalla Balboa Amusement Producing Company (come Fortune Photoplays). Venne girato a Long Beach, la cittadina californiana sede della casa di produzione.

## Distribuzione
Distribuito dalla General Film Company, il film uscì nelle sale cinematografiche USA nel marzo 1917.